# Kenneth Kaunda

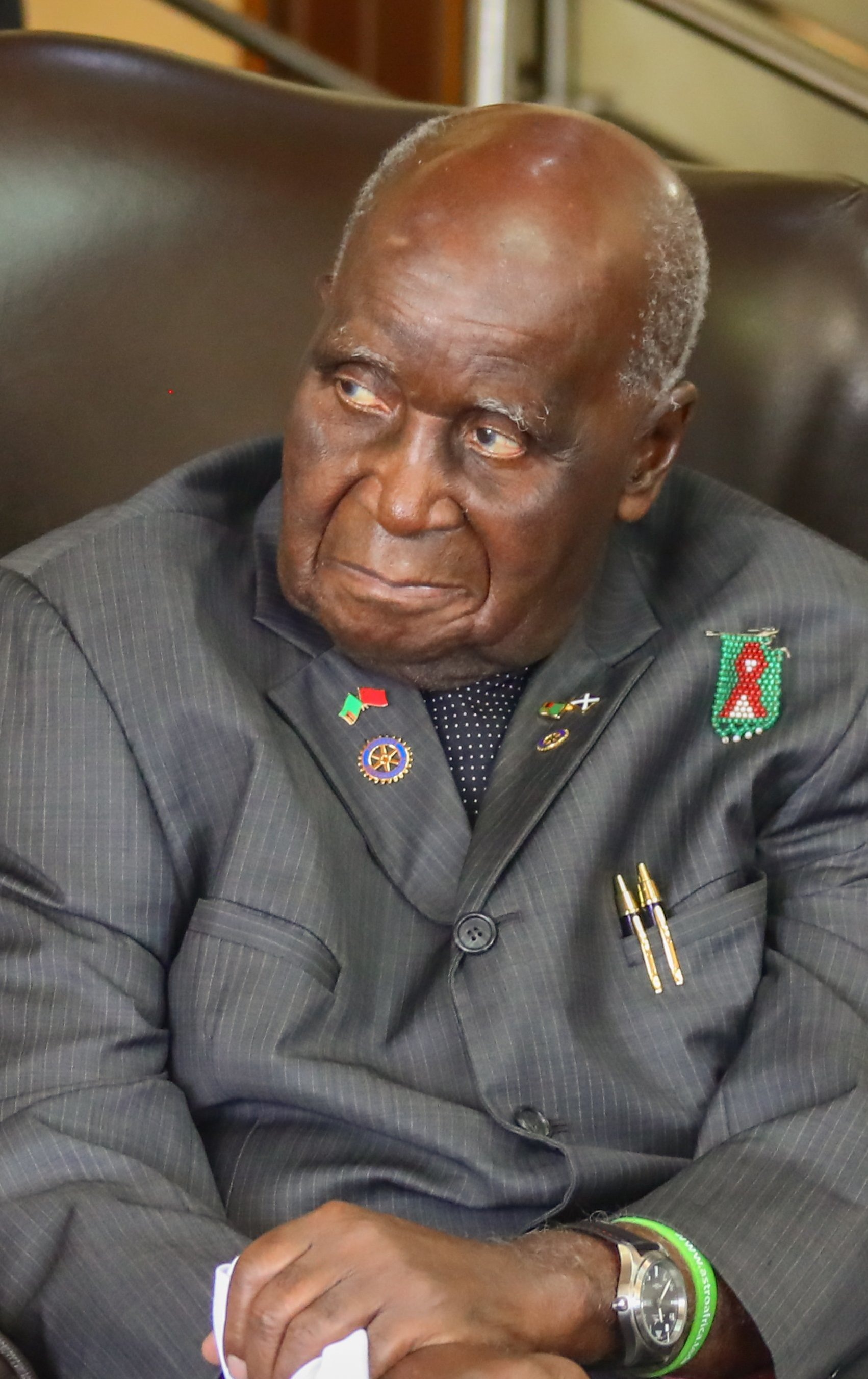
Kenneth Kaunda (2020)

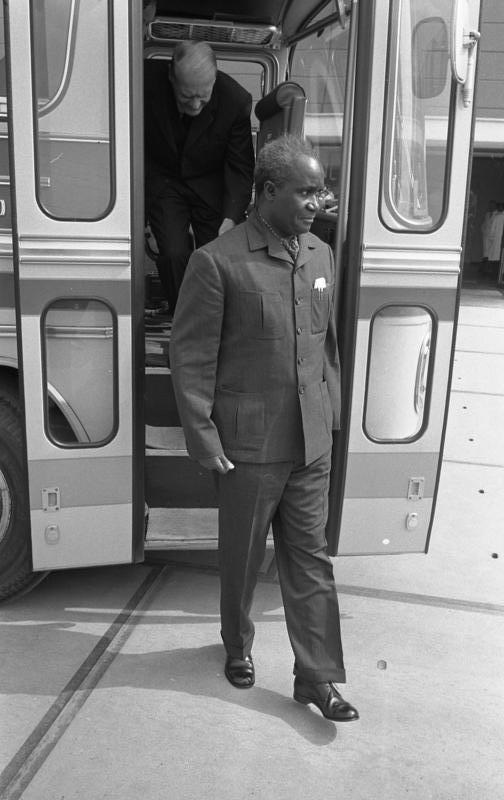
Kenneth Kaunda in Frankfurt am Main, 1970

Kenneth David Kaunda (* 28. April 1924 in der Lubwa-Mission bei Chinsali; † 17. Juni 2021 in Lusaka) war von 1964 bis 1991 erster Präsident Sambias und einer der wichtigsten Politiker im Kontext der Befreiungsbewegungen im südlichen Afrika.

## Leben
Kenneth Kaunda war das jüngste von acht Kindern. Er wurde auf der Missionsstation Lubwa der Church of Scotland Mission bei Chinsali geboren, das heute in der Muchinga Province in Sambia liegt. Sein Vater war David Kaunda, ein Pfarrer, Missionar und Lehrer der (reformierten) Schottischen Kirche, der im Norden von Malawi geboren worden und dann nach Chinsali gezogen war, um in der Lubwa-Mission zu arbeiten. Seine Mutter war eine Lehrerin und mit diesem Beruf die erste Frau in dieser Region. Kenneth Kaunda wuchs im traditionellen Umfeld der Bemba auf.

### Ausbildung und frühe Berufsjahre
Kenneth Kaunda war das Kind eines Religionslehrers, der von der Presbyterianischen Mission in Livingstonia nach Lubwa gesandt wurde. Er absolvierte die Schule der Lubwa Mission und besuchte von 1941 bis 1943 die Munali Secondary School in Lusaka zur Lehrerausbildung. Danach wurde er Lehrer an der Hauptschule und Internatserzieher in Lubwa. Von 1943 bis 1947 unterrichtete er an dieser Schule. Für zwei Jahre unterrichtete Kaunda auch in Tanganyika. Um 1949 betätigte Kaunda sich als Pfadfinder, Fußballtrainer; zudem war er als Sozialbetreuer der Nchanga-Mine im Copperbelt angestellt. Im Jahre 1949 betrieb er mit zwei Partnern eine Farm. Anschließend zog er nach Lusaka, um Ausbilder in der Armee zu werden, doch er wurde abgelehnt. Daraufhin ging Kenneth Kaunda nach Südrhodesien (heute Simbabwe) und arbeitete in Bergbaubetrieben von Bindura und um Salisbury.
1946 heiratete er Betty Kaunda.

### Der Kampf gegen die britische Kolonialherrschaft
Im April 1949 kehrte Kaunda nach Lubwa zurück, um als Teilzeitlehrer zu arbeiten. Er kündigte 1951, da er Organisierender Sekretär des Northern Rhodesian African National Congress (NRANC) zunächst für einen Distrikt und 1952 für die Nordprovinz wurde, die damals die Provinz Luapula mit einschloss. Am 11. November 1953 zog er nach Lusaka, um dort als Generalsekretär des NRANC unter dem Vorsitzenden Harry Nkumbula zu arbeiten. Doch die vereinten Anstrengungen von Kaunda und Nkumbula, die lokale Bevölkerung gegen die Kolonialbehörden und ihre Föderation von Rhodesien und Njassaland zu mobilisieren, blieben wirkungslos. 1955 wurden beide verhaftet und wegen Verteilens subversiver Schriften für zwei Monate bei harter Arbeit ins Gefängnis verbracht. Kaunda wurde durch diese Erfahrung stark politisiert. Im Jahre 1957 weilte er als Gast der Labour Party in Großbritannien und nahm an einer Konferenz für Commonwealth-Politiker teil. Inzwischen entfremdete er sich von Nkumbula, der zunehmend unter den Einfluss britischer Liberaler stand und Kompromisse zum Thema „Herrschaft der schwarzen Mehrheit“ eingehen wollte. Auch wirkte Nkumbulas autokratischer Führungsstil im NRANC mit in diese Richtung. Kaunda verließ jedenfalls den NRANC und gründete im Oktober 1958 den Zambian African National Congress (ZANC). Der ZANC wurde schon im März 1959 verboten und am 12. März trat Kaunda eine Gefängnisstrafe von neun Monaten wegen unerwünschter politischer Aktivität an, die er erst in Lusaka, dann in Salisbury verbüßte.
Während Kaunda in Haft saß, trennte sich im Oktober 1959 ein weiterer Nationalist, Mainza Chona, vom NRANC. Chona wurde Vorsitzender der United National Independence Party (UNIP), der Nachfolgepartei des ZANC. Doch Chona betrachtete sich nie als Gründer der UNIP. Als Kaunda im Januar 1960 freikam, wurde er zum Vorsitzenden der UNIP gewählt. Im Juli 1961 organisierte er eine Kampagne des zivilen Ungehorsams in der Nordprovinz, die sogenannte Cha-cha-cha-Kampagne, in der Schulen in Brand gesteckt und Straßen blockiert wurden. 1962 kandidierte er für die UNIP. Es folgte eine Koalition von UNIP und ZRANC mit Kaunda als Minister für Kommunale und Soziale Angelegenheiten. Im Januar 1964 gewann die UNIP die ersten allgemeinen Wahlen unter der neuen Verfassung, worauf er Premierminister wurde und am 24. Oktober 1964 der erste Präsident des unabhängigen Sambias. Simon Kapwepwe wurde erster Vizepräsident.
Kaunda veröffentlichte das Buch Humanism in Zambia and a Guide to its Implementation (deutsch etwa: „Humanismus in Sambia und eine Anleitung für seine Umsetzung“, drei Teile), dazu kamen später als Schriften seiner Anhänger Fundamentals of Zambian Humanism („Grundsätze des sambischen Humanismus“) von Timothy Kandeke, Zambian Humanism, religion and social morality („Sambischer Humanismus, Religion und Sozialmoral“) von Cleve Dillion-Malone und Zambian Humanism: Some major spiritual and economic challenges (deutsch etwa: „Sambischer Humanismus: Einige große spirituelle und ökonomische Herausforderungen“) von Justin B. Zulu.

### Kaunda als Präsident
Innenpolitisch wurde Kaunda im Jahr der Unabhängigkeit durch die Lumpa-Bewegung herausgefordert, eine christliche, scharf anti-traditionelle Pfingstkirche der Alice Lenshina in der Region um seinen Heimatort Chinsali, die schon die Briten herausgefordert hatte, was zahlreiche Menschenleben gekostet hatte. Kaunda selbst war anfangs in seiner politischen Haltung und Ethik von ähnlichen Gedankengängen geprägt.
Stärkeren Einfluss auf Kaundas Konzept des Humanism in Zambia von 1964 gewann dann Julius Nyerere, der erste Präsident von Tansania, mit seinem Ujamaa-Konzept. Es umfasste Werte, die er auf – als herkömmliche afrikanische Werte proklamierten – Pfeilern wie „gegenseitige Hilfe“, „Vertrauen“ und „Loyalität gegenüber der Gemeinschaft“ stützte. Kaunda war darin keineswegs der einzige afrikanische Führer dieser Art.
Alice Lenshina wandte sich entschieden gegen jede Form weltlicher Macht, gegen die der Briten ebenso wie gegen die Kaundas, worauf er Polizeikräfte entsandte, was zahlreiche Tote zur Folge hatte. Diese Unruhen veranlassten Kaunda dazu, den Notstand auszurufen.

#### Erziehungspolitik
Zum Zeitpunkt der Unabhängigkeit (24. Oktober 1964) gab es unter der schwarzen Bevölkerung in Sambia gerade 109 Personen mit Universitätsabschluss. Sambia hatte eines der unter britischer Kolonialherrschaft am wenigsten entwickelten Schulsysteme, das im Wesentlichen auf Schulen der zahlreichen im Lande wirkenden Missionen aufbaute. Ein staatliches Schulwesen musste nach Erlangung der Unabhängigkeit erst einmal aufgebaut werden. Kaunda verfolgte eine Politik, in dem alle Kinder unabhängig von der Zahlungsfähigkeit ihrer Eltern Bücher und Schreibwaren erhalten sollten, wenn sie zur Schule gingen. Die Eltern wurden verpflichtet, ihren Kindern Schuluniformen zu kaufen, die Schulgebühren zu bezahlen und ihre Kinder zur Schule zu schicken. Weiter verfolgte dieser Ansatz das Ziel, die begabtesten Schüler bis zur Universität zu fördern.
1966 wurde die University of Zambia in Lusaka eröffnet. Kaunda wurde Universitätsrektor und führte die erste Zeremonie der Graduierung 1969 durch. Das durch bedeutende ethnologische Forschungen hervorgetretene bisherige Rhodes-Livingstone Institute for Social Research war zunächst ein bedeutendes Gründungselement, wurde aber späterhin vernachlässigt. Der Hauptcampus lag an der Great East Road, der medizinische Campus am Ridgeway nahe der Universitätsklinik und 1979 kam ein weiterer Campus in Kitwe für das Zambia Institute of Technology hinzu, die 1988 zur Copperbelt University aufgewertet und ausgebaut wurde, die Studien in Wirtschafts-, Fertigungs- und Umweltwissenschaften anbietet. Die Universität in Lusaka bietet Studiengänge in Agrar-, Ingenieur-, Natur-, Erziehungs-, Rechts- und Sozialwissenschaften, Medizin, Tiermedizin und Bergbau an. Die Studien dauern vier Jahre, in Ingenieurwissenschaften und Medizin fünf und sieben Jahre.
Ferner baute Kaunda einen Fortbildungssektor auf, eine Berufsschule, die der „Abteilung für Technische Aus- und Fortbildung“ unterstand. Weiter zählten dazu das Evelyn Hone College of Applied Arts and Commerce sowie das Natural Ressource Development College in Lusaka, das Northern Technical College in Ndola, das Livingstone Trades Training Institute in Livingstone und mehrere Pädagogische Hochschulen.

#### Wirtschaft

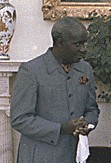
Kenneth Kaunda mit dem weißen Tuch, seinem „Markenzeichen“ (1978)

Zum Zeitpunkt der Unabhängigkeit übernahm Kaunda eine allein auf den Kupferbergbau ausgerichtete Wirtschaft, die zudem völlig unter Kontrolle von Ausländern stand. Die British South Africa Company (BSAC) hielt Investitionen und Schürfrechte, von denen sie behauptete, sie durch jene Konzessionen erworben zu haben, die sie vom Litunga von Bulozi 1890 erhalten hatte (Lochner Konzession). Die BSAC zog sich hier auf eine rein privatrechtliche Position zurück, die ihr als Auftragsgesellschaft der britischen Regierung, zudem mit Hoheitsrechten, nicht zustand. Nur durch die Drohung, sie direkt nach der Unabhängigkeit zu enteignen, konnte Kaunda die BSAC dazu bewegen, ihre Rechte der neuen Regierung zu überlassen. Während der Zeit der „Föderation Rhodesien und Nyassaland“ waren die Gewinne aus dem Kupferbergbau ins heutige Simbabwe geflossen, da die weißen Rhodesier die dominante wirtschaftliche und politische Gruppe in Sambia waren. Sie leisteten ihre Arbeit als Manager und in der Verwaltung, während Sambia die Gewinne aus dem Kupferbergbau beisteuerte und Nyassaland die schwarzen Arbeitskräfte. Als Sambia unabhängig wurde, war Salisbury bei weitem entwickelter als Lusaka.
Von Anfang an übernahm Sambia das Vorgehen der Ostblockländer, einen Fünfjahresplan zu erstellen. Unter der Führung der Nationalen Entwicklungs- und Planungskommission (National Commission for Development and Planning) wurde erst der Vorläufige Entwicklungsplan 1964–1966, dann der Erste Nationale Entwicklungsplan 1966–1971 ausgearbeitet. Diese beiden Pläne, die größere Investitionen in Infrastruktur und Industrie vorsahen, wurden weitestgehend umgesetzt und erwiesen sich als erfolgreich. Alle dann folgenden Pläne verfehlten ihr Ziel.
Eine grundsätzliche Veränderung in Sambias Wirtschaft kam durch die Mulungushi-Reformen im April 1968. Die Regierung erklärte ihre Absicht, die Mehrheit an etlichen ausländischen Firmen zu erwerben, um sie durch die Industrial Development Corporation (INDECO) verwalten zu lassen. Im Januar 1970 hatte Sambia die Mehrheit in den zwei größten ausländischen Bergbauunternehmen erworben, der Anglo American Corporation und dem Rhodesia Selection Trust (RST). Aus ihnen wurden die Nchanga Consolidated Copper Mines (NCCM) und die Roan Consolidated Mines (RCM). Kaunda kündigte eine weitere halbstaatliche Firma an, die Mining Development Corporation (MINDECO). Die Financial and Development Corporation (FINDECO) ermöglichte es der Regierung, die Kontrolle über Baugesellschaften und Versicherungen zu gewinnen. Die ausländischen Banken konnten dem Übernahmedruck erfolgreich widerstehen, darunter Barclays, Standard Chartered und Grindlays. INDECO, MINDECO und FINDECO wurden 1971 unter einer Dachgesellschaft zusammengefasst, der Zambia Industrial and Mining Corporation (ZIMCO), die damit zu einem der größten Unternehmen in Afrika südlich der Sahara wurde. Kaunda übernahm den Vorstandsvorsitz. Die Verträge zur Fusion von Anglo American und RST wurden 1973 geschlossen und 1982 wurden NCCM und RCM zur Zambia Consolidated Copper Mines Ltd. (ZCCM) fusioniert.
Aufgrund der starken Fixierung auf wenige Wirtschaftszweige führten die Fünfjahrespläne in der Krise der 1970er Jahre nicht zum Erfolg. Denn 1973 stieg der Ölpreis enorm an und der Kupferpreis auf dem Weltmarkt halbierte sich bis 1975. Da Sambia 95 Prozent seiner Exporterlöse durch Kupfer erzielte, war dies für das Land ein Desaster. Schon 1976 erlebte Sambia eine Zahlungskrise und geriet gegenüber dem Internationalen Währungsfonds schnell in die Schuldenfalle. Der Dritte Nationale Entwicklungsplan 1978–1983 musste zugunsten eines Krisenmanagements aufgegeben werden.
Mitte der 1980er Jahre war Sambia im Verhältnis zum Bruttoinlandsprodukt eines der am höchsten verschuldeten Länder der Erde. Der IWF bestand darauf, dass Sambia seine Wirtschaft stabilisiere und restrukturiere, um seine Abhängigkeit vom Kupfer zu überwinden. Die vorgeschlagenen Maßnahmen waren: Beendigung der Preiskontrollen, Abwertung des sambischen Kwacha, Senkung der Regierungsausgaben, Streichung der Subventionen für Nahrungsmittel und Kunstdünger, Erhöhung der Preise für Agrarprodukte. Als Kaunda diese Subventionen strich, gerieten die Preise für Grundnahrungsmittel außer Kontrolle. Die städtische Bevölkerung reagierte mit heftigen Unruhen. Aus diesem Grund brach Kaunda die Abmachungen mit dem IWF im Mai 1987 und beschloss 1988 das Konjunkturprogramm New Economy Recovery Programm 1988. Dieses führte zu einer erneuten Verständigung mit dem IWF 1989. Als 1990 die Sowjetunion zusammenbrach, auf die sich Kaunda und seine Politik des sambischen Humanismus gestützt hatte, war die Zeit für einen fundamentalen politischen Umbruch gekommen. Kaunda kündigte an, die halbstaatlichen Firmen teilweise zu privatisieren. Doch dieser Wandel kam zu spät, um ihn noch an der Macht halten zu können. Es war der Kupferpreis auf dem Weltmarkt, der sie ihm entzog.

#### „Einparteienpartizipationsdemokratie“ und Afrikanischer Sozialismus
Kaunda wurde mit der Zeit zunehmend intolerant gegenüber der Opposition. Nach den Unruhen der Wahl 1968 verbot er alle Parteien außer der UNIP. Dazu kam, dass sein erster Außenminister und nunmehr Herausforderer Simon Kapwepwe die UNIP verlassen hatte und mit der United Progressive Party, die Kaunda sofort verbot, sich einen eigenen Apparat schuf. Im Februar 1972 setzt Kaunda die Chona Commission ein, benannt nach ihrem Vorsitzenden Mainza Chona, die einen Verfassungsentwurf ausarbeiten sollte. Diese Kommission wiederum war nicht befugt, über Kaundas Entscheidung selbst zu diskutieren. Der ANC allerdings blieb der Kommission fern und klagte erfolglos vor dem Obersten Gerichtshof Sambias gegen die Verfassungsänderung. Der Bericht der Chona Commission wurde im Oktober 1972 vorgelegt und wurde überwiegend als ein vergleichsweise liberales Dokument verstanden.
Kaunda proklamierte die Einparteienpartizipationsdemokratie in Sambia, die als eine Diktaturform anzusehen ist. Am Ende neutralisierte er Harry Nkumbula vom ANC, indem er ihn überreden konnte, den ANC aufzugeben und der UNIP beizutreten. Das geschah am 27. Juni 1973 mit der Unterzeichnung der sogenannten „Erklärung von Choma“. Nach der Auflösung der Nationalversammlung im Oktober 1973 hörte der ANC auf zu bestehen. Auch ein Personenkult um Kaunda wurde inszeniert und von ihm selbst gebilligt. Doch nahm er vor politischen Todesurteilen gegen seine Gegner stets Abstand.

#### Die Befreiungsbewegungen
Kenneth Kaunda unterstützte Befreiungsbewegungen in Angola, Mosambik, Simbabwe und der Republik Südafrika. Seine finanzielle Unterstützung sank allerdings mit dem Kupferpreis auf dem Weltmarkt. Zudem hielt es ihn nicht davon ab, sich in Südafrika abzusichern. Am 25. und 26. August 1976 traf er sich mit dem südafrikanischen Premierminister, Balthazar Johannes Vorster, an den Victoria-Fällen und am 30. April 1982 mit dessen Nachfolger Pieter Willem Botha an der Grenze zu Botswana, um über die politische Lage in Südwest- und Südafrika zu sprechen. Kaunda wurde dafür heftig kritisiert, aber er konnte so die südwärts führenden Transportwege für Sambias Außenhandel sichern. Seine Unterstützung der Befreiungsbewegungen hatte zuvor die Unterbrechung der Benguelabahn zur Folge und die von der Volksrepublik China errichtete Eisenbahnstrecke TAZARA nach Tansania reichte für den Güterverkehr nicht aus.

#### Außenpolitik

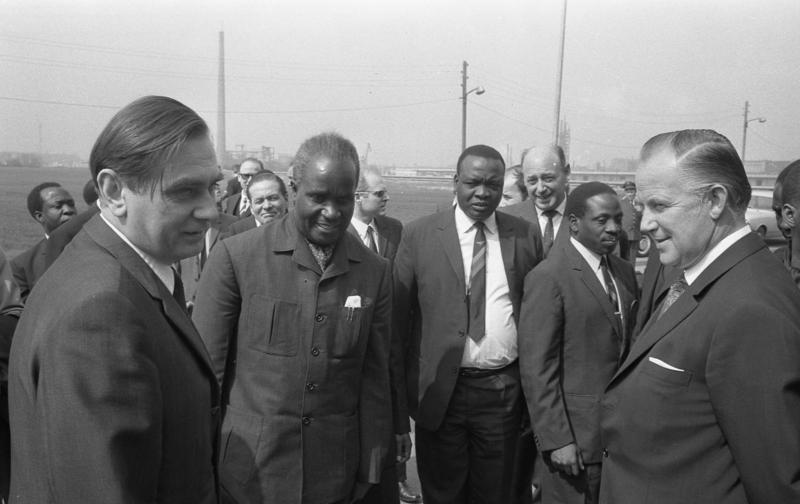
Kenneth Kaunda in Frankfurt am Main (1970)

Außenpolitisch wurde bedeutungsvoll, dass Kaunda pragmatischerweise von den beiden Chinas die Volksrepublik, von den beiden Deutschlands die Bundesrepublik anerkannte; er kommentierte es damit, er habe je den größeren Staat genommen.
Während der frühen Zeit seiner Präsidentschaft war Kaunda ein erklärter Befürworter der Anti-Apartheids-Bewegungen und ein Gegner der weißen Minderheitsregierung in Rhodesien. Kaunda erlaubte etlichen Befreiungsbewegungen wie der ZAPU und ZANU aus Südrhodesien oder dem African National Congress aus Südafrika, ein Hauptquartier in der Landeshauptstadt Lusaka aufzuschlagen. Joshua Nkomo unterhielt einen militärischen Stützpunkt seiner ZAPU beim Damm des Flusses Mulungushi. Im Gegenzug verübten Rhodesier wie Südafrikaner etliche Bombenanschläge und waren mit Spionen vor Ort. Herbert Chitepo, ein ZANU-Führer, starb bei der Explosion einer Autobombe in Lusaka 1975. Der Kampf mit Rhodesien, Südafrika, Namibia, Angola und Mosambik brachte schwere wirtschaftliche Lasten mit sich, da diese Länder Sambias Handelspartner waren. Diese schwierige Lage hielt zwanzig Jahre an, bis zum Ende der Apartheid in Südafrika. Kaunda war Vorsitzender der OAU von 1970 bis 1973.
Während des Kalten Krieges war Kaunda ein eifriger Befürworter der Bewegung der blockfreien Staaten. Er ließ diese Bewegung 1970 in Lusaka eine Konferenz abhalten und war ihr Vorsitzender von 1970 bis 1973. Er unterhielt eine bemerkenswerte Freundschaft zu Jugoslawiens Staatschef Josip Broz Tito, für dessen Besuch in Sambia er in Lusaka sogar ein Haus bauen ließ. Er hatte häufige Differenzen mit US-Präsident Ronald Reagan, den er 1983 traf, und Margaret Thatcher über das, was er „ihr blindes Auge für die Apartheid“ nannte. Zur DDR entwickelten sich gute Beziehungen; eine DDR-Botschaft gab es in Lusaka bis zum Beitritt der DDR in die BRD 1990. Kaunda hatte immer beste Beziehungen zur Volksrepublik China, die ihm die TAZARA gebaut hatte. Kenneth Kaunda unterhielt ferner freundschaftliche Beziehungen zur Koreanischen Demokratischen Volksrepublik und zum Präsidenten Kim Il Sung, und die KDVR unterhielt eine große Botschaft in Lusaka (Rhodes Park Area). In den späten 1980er Jahren unterhielt Kaunda Beziehungen mit Saddam Hussein, mit dem er etliche Abkommen über Öllieferungen für Sambia schloss. Mit dessen Überfall auf Kuwait, dem Ersten Golfkrieg und den folgenden Embargos waren die allerdings vorbei.

#### Kaundas Wendung zur Autokratie
Kaundas autokratischer Führungsstil drückt sich am stärksten in den Abstimmungsergebnissen der zweiten Republik 1969 und 1988 aus. Er persönlich berief die Mitglieder des Zentralkomitees der UNIP, auch wenn der Parteitag diese Berufungen beschloss, indem er sie absegnete. Im Gegenzug nominierte dieses Zentralkomitee beständig ihn als einzigen Kandidaten für die Präsidentschaft in Sambia. Das Volk durfte an der Urne dann mit Ja oder Nein stimmen. Da die Präsidentschaftswahl immer gleichzeitig mit der zur Nationalversammlung abgehalten wurde, war jeder Parlamentskandidat angehalten, für den Präsidenten zu werben. Auch die halbstaatlichen Unternehmen waren wie die Zambia Industrial and Mining Corporation (ZIMCO) angehalten, Anzeigen für den Präsidenten in der Times of Zambia und der Zambia Daily Mail zu platzieren.
Auch die Wahlen zur Nationalversammlung wurden von Kaunda stark kontrolliert. Die Kandidaten wurden dem Zentralkomitee der UNIP unterbreitet, das immerhin drei Kandidaten (nicht nur einen) für je einen Wahlkreis auswählte. Ein Kandidat konnte vom ZK ohne Begründung von der Wahl ausgeschlossen werden. So konnte Kaunda jedem Missliebigen den Zugang zur Politik vollständig verbauen. Diese Taktik wandte er an, als er Nkumbulas und Kapwepwes Kandidaturen in den Wahlen 1978 hintertrieb. Bei dieser Gelegenheit erfuhr die Satzung der UNIP eine Ergänzung, die es beiden Kandidaten unmöglich machte, sich zur Wahl zu stellen. Kapwepwe wurde gesagt, dass er nicht kandidieren könne, weil er noch keine fünf Jahre Parteimitglied sei. Nkumbula wurde durch die neue Bestimmung ausmanövriert, dass jeder Kandidat die Unterschrift von 200 Delegierten aus jeder Provinz bräuchte, seine politische Basis aber die Südprovinz war. Ein dritter Kandidat, Chiluwe, wurde von der Jugendorganisation der UNIP so zusammengeschlagen, dass er seine Nominierung nicht einreichen konnte.

### Der Machtverlust
Der Fall Kaundas kam mit dem Ende des „Kalten Krieges“. Der Kupferexport erbrachte nicht mehr die früheren Überschüsse, Sambia war hoch verschuldet. Die Zentralverwaltungswirtschaft erwies sich längst als ineffizient und vor allem korrupt. Die UNIP und mit ihr Kaunda galten nicht mehr als reformfähig. Der IWF hatte zwar Reformen erzwungen, doch waren weder UNIP noch Kaunda in der Lage, diese umzusetzen. Leute, die bisher nicht wagten, ihn zu kritisieren, begannen nun, ihn politisch herauszufordern. Sein bewunderter Freund Julius Nyerere war schon 1985 als Präsident von Tansania zurückgetreten und versuchte im Stillen, Kaunda davon zu überzeugen, es ihm gleichzutun.
Im Januar 1989 entsandte Kaunda eine Delegation an den Gründungskongress der Humanistischen Internationalen in Florenz, der sich Sambia als Mitglied anzuschließen beabsichtigte. In einem anschließenden Besuch der Delegation der Humanistischen Internationalen (1989), der auch Silo angehörte, legten die Vertreter der Humanistischen Internationale die Bedingungen zur Aufnahme Sambias fest, darunter die Aufhebung des Einparteiensystems und Abhaltung freier Wahlen innerhalb eines Jahres sowie Freilassung der politischen Gefangenen.
Der Druck für eine Rückkehr zum Mehrparteiensystem wuchs. Kaunda stellte sich endlich einer Wahl mit mehreren Parteien. Die Wahl in Sambia 1991 gewann das Movement for Multiparty Democracy (MMD), und Kaunda übergab mit der Einführung seines Nachfolgers Frederick Chiluba am 2. November 1991 ohne Widerstand sein Präsidentenamt. Nach Mathieu Kérékou in Benin war er damit überhaupt erst der zweite Präsident des afrikanischen Festlands, der mit einer freien Mehrparteienwahl seine Abwahl ermöglichte und akzeptierte.
Im Januar 1992 gab er auch den UNIP-Vorsitz ab.

### Kaundas politisches Nachleben
Nachdem die Regierung Chiluba immer mehr in Verruf geraten war, übernahm Kaunda 1995–1998 noch einmal den Vorsitz der UNIP. Chiluba versuchte Kaunda politisch endgültig auszuschalten, indem er ihn als Malawianer denunzierte und ihn durch eine Verfassungsänderung, nach der beide Eltern eines Kandidaten Sambier sein mussten, von einer weiteren Kandidatur ausschloss. Die Wahlen in Sambia 1996 fanden somit ohne Kaunda statt. Als er 1997 des Putschversuches angeklagt wurde, zog er sich endgültig aus der aktiven sambischen Politik zurück.
Indessen genoss er als Elder Statesman noch bedeutendes Ansehen. So war er von 2002 bis 2004 ein afrikanischer Präsident in Residenz an der Universität Boston. Es gelang ihm, seinen Sohn, Tilyenji Kaunda, in der UNIP als Vorsitzenden zu positionieren. In den Wahlen in Sambia 2001 konnte dieser als Präsidentschaftskandidat zehn Prozent der Stimmen gewinnen. Die UNIP erlangte 13 Mandate in der Nationalversammlung. Der Erfolg war aber nicht dauerhaft. Zu den Wahlen in Sambia 2006 trat die UNIP selbst gar nicht mehr an, sondern innerhalb des Wahlbündnisses United Democratic Alliance.
Im Jahr 2000 trat er als Initiator der Entschuldungsinitiative Jubilee 2000 für Entwicklungsländer in Erscheinung. Anfang 2007 hielt er auf dem Weltsozialforum im kenianischen Nairobi die Eröffnungsrede. Im Januar 2008 führte Kaunda eine Delegation afrikanischer Staatschefs an, die sich um Vermittlung zwischen dem kenianischen Präsidenten Mwai Kibaki und seinem Gegenkandidaten Raila Odinga während der bürgerkriegsähnlichen Unruhen in Kenia bemühte.
Kaunda hat Sambia modernisiert und bei allem Engagement für Befreiungsbewegungen aus politischen Konflikten pragmatisch auf Distanz gehalten. Er hat seinen Staat zu einer Nation integriert und zumindest in der Bildungspolitik wesentliche Grundlagen geschaffen.

## Ehrungen und Orden
1975 wurde Kaunda mit dem Großkreuz des portugiesischen Orden des Infanten Dom Henrique geehrt. Am 21. März 2010 wurde ihm der höchste Orden der Republik Namibia im Rahmen des 20-jährigen namibischen Unabhängigkeitstages verliehen. Er nahm den Welwitschia-Mirabilis-Orden 1. Klasse persönlich entgegen. Am 17. August 2010 erhielt Kaunda zusammen mit dem namibischen Gründungspräsidenten Sam Nujoma und Hashim Mbita die „Sir-Seretse-Khama-SADC-Medaille“, die höchste Auszeichnung der Entwicklungsgemeinschaft des südlichen Afrika.
Die Volksrepublik China würdigte durch Wu Peng dem Leiter der Afrikaabteilung sowie Zhao Lijian dem Sprecher ihres Außenministeriums, postum den Einsatz von Kaunda für die langjährigen Beziehungen zwischen beiden Ländern.

## Sonstiges
Kenneth Kaunda spielte 1990 zusammen mit dem US-amerikanischen Sänger Oliver Cheatham die Single Spirit of Zambia ein. Außerdem entstand im gleichen Jahr in seinem Amtssitz in Lusaka eine Aufnahme der Nationalhymne Sambias (Zambia National Anthem), die ebenfalls als Schallplatte erschien.
Nach der Wahl von Michael Sata zum Präsidenten ließ dieser den hauptstädtischen Lusaka International Airport in Kenneth Kaunda International Airport umbenennen. Ein Distrikt in Südafrika heißt Kaunda zu Ehren Dr Kenneth Kaunda. Seit 2013 ist eine Straße in Namibias Hauptstadt Windhoek nach Kaunda benannt. Sein Wohnhaus in den 1960er Jahren Chilenje House 394 in Lusaka gestaltete man zu einem Museum.

## Werke
- Zambia shall be free: an autobiography / Kenneth D. Kaunda. Heinemann Educational, London 1962.
- A humanist in Africa: letters to Colin M. Morris from Kenneth D. Kaunda, President of Zambia. Longmans, London 1966.
- Zambia: independence and beyond. Nelson, London 1966 (Mitautor: Colin Legum).
- Humanismus in Sambia. Imba-Verlag, Freiburg i. Ue. 1973.
- Briefe an meine Kinder – Der Jugend Sambias gewidmet. 1972 (deutsch 1980 von Uta Pelkmann und Frank Kürschner).